# Marcel Pagnol
Marcel Paul Pagnol (Aubagne, 25. veljače 1895. – Pariz, 18. travnja 1974.), francuski književnik, filmski redatelj i producent.
U početku je radio kao profesor engleskog jezika, a poslije se posvetio kazalištu i filmu (kao producent i režiser). Osnovao je književnu reviju "Fantasio", koja danas izlazi pod imenom "Les Cahiers du Sud". Bio je član Francuske akademije. 
Od kazališnih djela ističu mu se "Trgovci slavom" (u suradnji s P. Nivoixom), satira na ratne profitere, "Jazz", drama o starom znanstveniku koji faustovski žali za mladošću, trilogija ("Marius", "Fanny", "Cesar") u kojoj je u "sentimentalnom" osvjetljenju prikazan lučki ambijent Marseillea. 
Najveći mu je dramski uspjeh "Topaze", satirična komedija u kojoj je komika zalivena dobrom dozom gorčine (tema: korupcija, idolatrija novca). Napisao je i uspomene "Slava mog oca", "Dvorac moje majke", "Vrijeme tajni". Režirao je niz filmova ("Pisma iz mog mlina", 1954.).

## Vanjske poveznice
- Marcel Pagnol u internetskoj bazi filmova IMDb-u (engl.)